# Nataniel Aguirre
Nataniel Aguirre (Cochabamba, 10 de outubro de 1843 — Montevidéu, 11 de setembro de 1888) foi um proeminente advogado, diplomata, político, escritor e historiador bolivariano. O polígrafo espanhol Marcelino Menéndez Pelayo considera seu romance, Juan de la Rosa, o melhor do século XIX da América Latina.

## Primeiros anos de vida
Nascido na fazenda Huayllani, no departamento de Cochabamba, o quarto de cinco filhos, seu pai era o financista e político boliviano Miguel María de Aguirre e sua mãe María Manuela González de Prada, que morreu quando ele tinha apenas três anos de idade. Ele terminou o ensino médio em Sucre em 1857 e pouco tempo depois conheceu Margarita de Achá, filha do presidente José María de Achá. Aguirre adorou-a e dedicou-lhe um poema cordial, e então casou-se com ela no dia 30 de março de 1864, após formar-se na faculdade de direito. O casamento deles gerou nove filhos, dos quais um deles, José, também se tornou escritor e político.

## Estudos e política
Aguirre estudou direito na Universidad Mayor de San Simón e já praticava jornalismo enquanto estudante; em 1862, ele fundou o El Independiente, em que escrevia para uma coluna. No mesmo ano em que se casou e recebeu seu diploma de direito, foi nomeado secretário da delegação boliviana em Lima. A família González Prada, parentes de Aguirre pelo lado de sua mãe, introduziu-o aos círculos intelectuais e políticos do Peru. Também em 1864, ele escreveu uma peça chamada Visionarios y mártires, sobre dois personagens - os peruanos patriotas Manuel Ubalde e Gabriel Aguilar - que em 1805 conceberam em Cuzco a ideia de independência da terra natal.

## Trabalhos
- Visionarios y mártires (1864), peça, sobre os patriotas peruanos Manuel Ubalde e Gabriel Aguilar
- Represalia de un héroe (1868), peça, sobre o patriota Nicolás Bravo, baseado em um evento que ocorreu em Oaxaca em 1812, no movimento de independência no México.
- El general Francisco Burdett O'Connor (1874), sobre um irlandês que chegou com os exércitos de Sucre e permaneceu na Bolívia; Imprenta de la Unión Americana, La Paz (não finalizada)
- Unitarismo y federalismo (1877), Imprenta del Siglo, Cochabamba
- Bolivia en la Guerra del Pacífico (1882–83), Imprenta do El Heraldo, Cochabamba (não finalizada)
- El Libertador: comprendio histórico de la vida de Simón Bolívar (1883), Imprenta de El Heraldo, Cochabamba (não finalizada)
- La bellísima Floriana (1886),[1] romance
- Don Ego, conto
- Cochabamba. Memorias del último soldado de la independencia, romance, publicado em 1884 periodicamente pelo jornal El Heraldo sob o pseudônimo Juan de la Rosa, o qual a imprensa imprimiu a primeira edição em livro no ano seguinte.
- Juan de la Rosa. Memorias del último soldado de la independencia, segunda edição do romance feita pela loja de livros Vda. de C. Bouret, México/Paris, 1909, já com a autoria de Aguirre.